# 스우시

나이키의 로고 스우시

스우시(Swoosh)는 미국의 스포츠 용품 디자인 회사이자 소매업체(retailer)인 나이키의 로고이다. 세계에서 가장 잘 알려진 로고 중 하나이다. 이 로고 자체만으로 260억 달러의 브랜드 가치를 갖고 있다. swoosh의 사전적 뜻은 '휙 하는 소리를 내며 움직이다'이다. 로고 모양은 승리의 여신 '니케(Nike)'의 날개를 옆에서 본 모습을 형상화한 것이다. 또한 나이키 설명에 따르면 이 로고는 니케의 영혼을 상징하기도 한다. 1971년부터 자잘한 변화가 있어왔지만 현재는 NIKE 글자가 달린 버전과 안 달린 버전, 글자 형태를 사각형으로 만 엄마없3ㅏ